# Couleur menthe à l'eau
Pistes de Happy Birthday
Rock'n'road Je vous dérange ?
Couleur menthe à l'eau est une chanson écrite et interprétée par le chanteur français Eddy Mitchell, sur une composition de Pierre Papadiamandis. Elle figure sur l'album Happy Birthday sorti en 1980. Le titre rencontre un succès commercial, se vendant à plus de 500 000 exemplaires et obtient un disque d'or. Elle constitue un des plus grands tubes de la carrière du chanteur.

## Dans la culture
Sauf indication contraire, les informations mentionnées dans cette section peuvent être confirmées par le générique de fin de l'œuvre audiovisuelle présentée ici, ainsi que par la base de données cinématographiques IMDb,  présente dans la section « Liens externes ».
- 1993 : Profil bas de Claude Zidi - musiques additionnelles - reprise dans un karaoké

En 2018, le groupe Isaac Delusion reprend cette chanson.
En 2024, le chanteur français Julien Doré reprend cette chanson dans son album Imposteur.